# Sauce béchamel
Pour les articles homonymes, voir Béchamel.
La sauce béchamel ou béchamelle est une sauce blanche française, préparée à partir d’un roux (mélange de farine et de beurre) cuit avec du lait ou de la crème. Il s’agit d’une sauce mère utilisée dans beaucoup de recettes et qui sert de base à d’autres sauces.

## Historique
La béchamel doit son nom à Louis de Béchameil, qui n'aurait fait que perfectionner une sauce à base de crème inventée par François Pierre de La Varenne, chef de cuisine de Nicolas Chalon du Blé, marquis d’Uxelles. Il ne manqua pas de susciter la jalousie du « vieux d’Escars », selon la marquise de Créquy : « Est-il heureux, ce petit Béchameil ! J’avais fait servir des émincés de blancs de volaille à la crème plus de vingt ans avant qu’il fût au monde et, voyez, pourtant je n’ai jamais eu le bonheur de pouvoir donner mon nom à la plus petite sauce ! »,.
Cette appellation de (sauce) Béchameil se transforme en « béchamelle », avant de se lexicaliser complètement, sous sa forme actuelle, à la fin du XVIIIe siècle. La sauce apparaît décrite pour la première fois dans Le Cuisinier françois, publié en 1651 par François Pierre de La Varenne. Monument de la cuisine française, Le Cuisinier françois a connu une trentaine d’éditions en soixante-quinze ans.
Une légende populaire assez répandue en Italie raconte que la béchamel a été créée en Toscane sous le nom de salsa colla ou colletta, mais il s'agit d'une histoire inventée, aucune source ne fait mention de cette sauce (voir mythe italien dans la cuisine française).

## Préparation
La béchamel se prépare habituellement en mélangeant une quantité égale de beurre et de farine, puis en cuisant le tout à feu doux et en rajoutant petit à petit du lait. Elle est ensuite assaisonnée.
Le Répertoire de la cuisine, ouvrage de référence des appellations[Quoi ?], y adjoint un oignon piqué de clous de girofle.
La proportion entre le roux et le lait change la consistance de la sauce.

## Utilisation
La béchamel sert de base à plusieurs sauces : sauce Mornay, sauce cardinal, sauce Nantua, sauce Soubise…
Elle est utilisée aussi dans de nombreux plats, comme : les crêpes fourrées, le croque-monsieur, les croquettes, les lasagnes, les endives au jambon, les gratins de poireaux, de chou-fleur et autres, la moussaka, les soufflés salés, le veau Orloff, le vol-au-vent ou la bouchée à la reine…